# Geografia de São Vicente e Granadinas

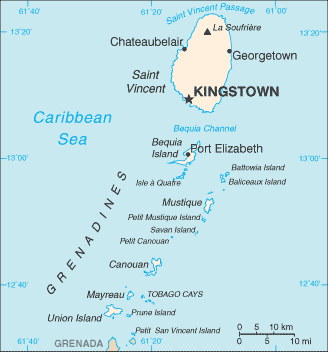
Mapa de São Vicente e Granadinas.

São Vicente e Granadinas é um país insular, localizado nas Antilhas Menores, uma região do Caribe. O país consiste na ilha principal, São Vicente e nos dois terços do norte das Granadinas, uma cadeia de pequenas ilhas, que estendem-se da ilha de São Vicente à Granada. Sua área total é de 389 Km², sendo que cerca de 88,5% (344 Km²) desse território é a ilha principal.
As ilhas que compõem o país são de origem vulcânica e com montanhas verdejantes. A mais alta é o pico Soufrière.

## Ilhas Granadinas
A geografia da ilha de São Vicente é principalmente vulcânica e montanhosa em certos pontos distantes do litoral, e seu solo tem baixos níveis topográficos, próximos ao nível do mar. Também há uma grande diferença entre os litorais de cada lado da ilha: A parte onde mais ocorrem ventos é rochosa, enquanto o lado oposto constitui-se de várias praias arenosas e possui muito mais baías. 
O ponto culminante da ilha - que também é o do país - é o vulcão Soufrière, com 1234m de altura. Há várias ilhotas próximas a São Vicente, tais como a Ilha Young ou as ilhas Cow e as Calves.
Além de São Vicente, há outras ilhas principais nas ilhas Granadinas do Norte, que são, (organizadas de norte a sul):
- Bequia
- Petite Nevis
- Quatre
- Bettowia
- Baliceaux
- Mustique
- Petite Mustique
- Savan
- Petite Canouan
- Canouan
- Mayreau
- As Ilhotas de Tobago
- Ilha União
- Petite São Vicente
- Ilha Palm

A porção das Granadinas pertencentes a São Vicente e Granadinas inclui centenas de pequenas ilhotas. As ilhas (da cadeia) que restam são administradas por Granada.

## Recursos
- Recursos naturais: Hídricos; agricultura.

- Uso da terra:

- Terra agricultável (10%);
- Lavouras permanentes (18%);
- Pastagens permanentes (5%);
- Florestas e fontes de recursos madeireiros (36%),
- Outros (31%)(Est. 1993)

- Terra irrigada: 10 Km². (Est. 1993)

- Ameaças naturais: Além de ser um país localizado em área suscetível a furacões, há também, no vulcão Soufrière certa atenção, uma vez que o mesmo continua ativo.

### Meio-Ambiente
Problemas atuais: Poluição das águas e regiões costeiras por resíduos provenientes e iates luxuosos e outras efluências. Em alguns locais, a poluição é tamanha que aos banhistas, o acesso não mais é permitido.
Acordos internacionais: Além de acordos sobre a biodiversidade, o país assinou tratados sobre:
- Pesca de baleias;
- Desertificação;
- Espécies em processo ou em risco de extinção;
- Resíduos perigosos (tóxicos),
- Poluição proveniente de navios.

Além disso, tem sua assinatura os seguintes tratados:
- Protocolo de Montreal;
- Convenção de Modificação Ambiental;
- Convenção-Quadro das Nações Unidas sobre a Mudança do Clima;
- Convenção das Nações Unidas sobre a legislação marítima (UNCLOS, em inglês),
- Protocolo de Kyoto (não-ratificado).